# Tagulinus
Tagulinus là một chi nhện trong họ Thomisidae.